# Оломоуцкая крепость

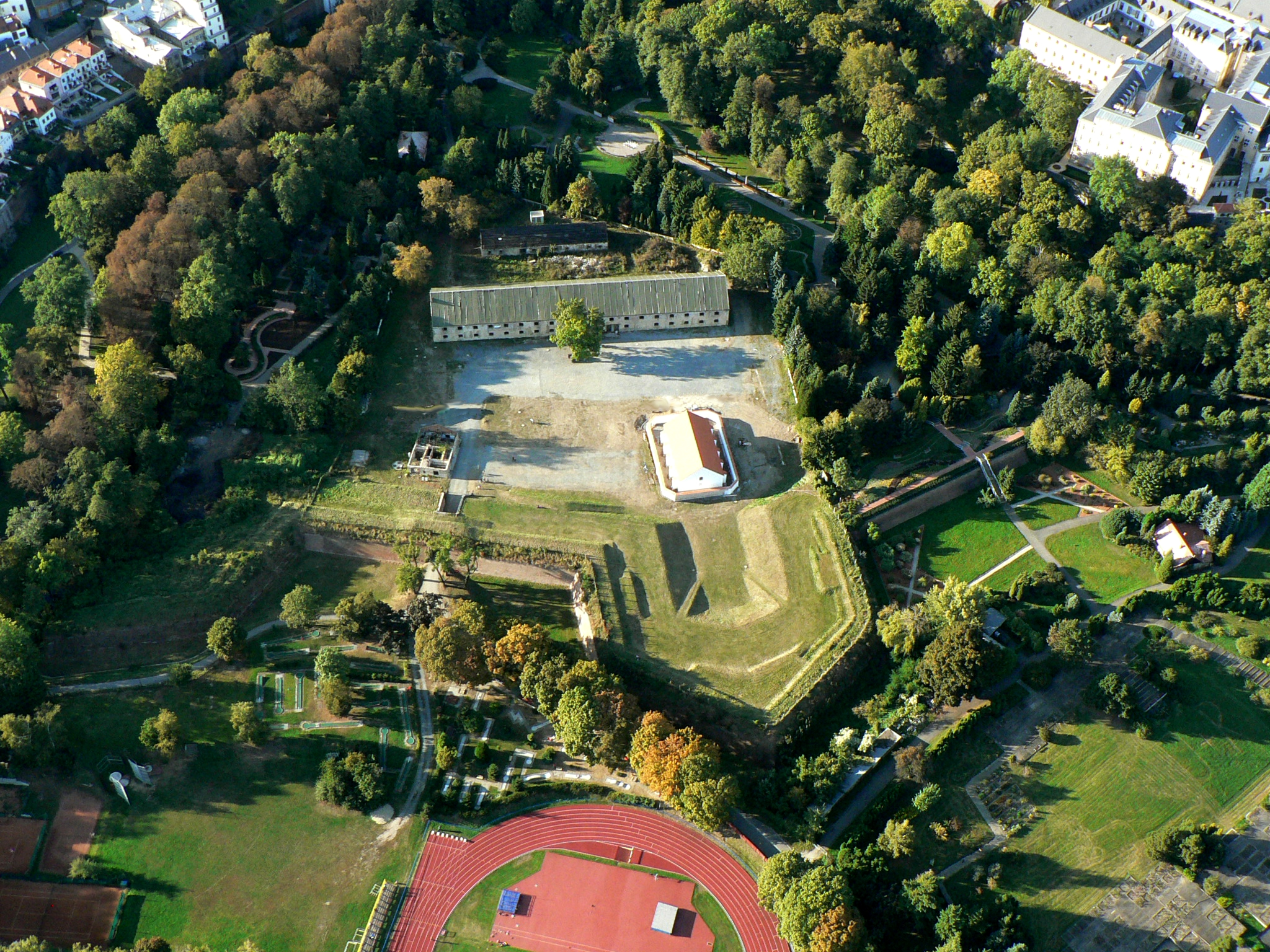
Цитадель (Коронная крепость)

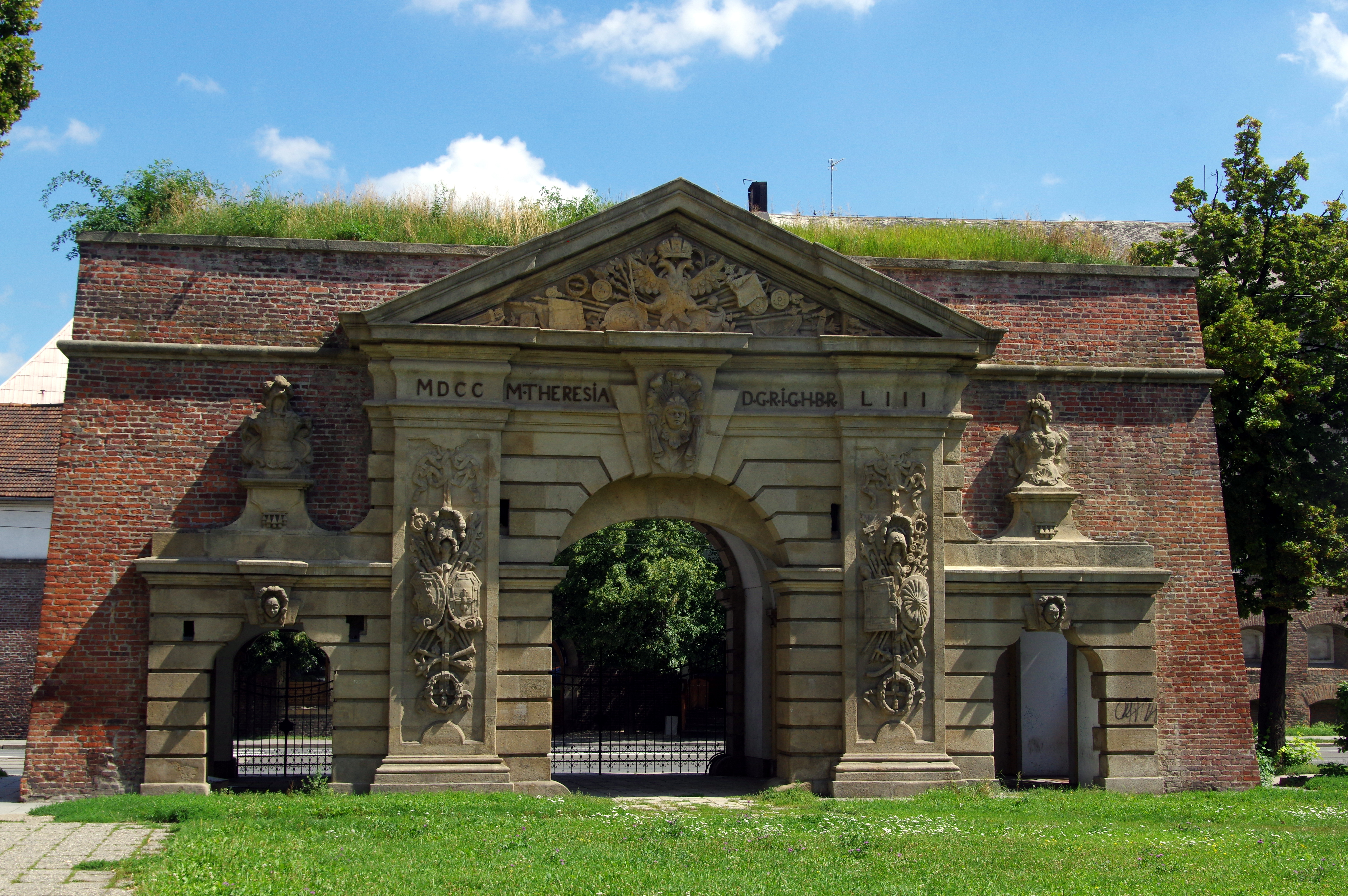
Терезианские ворота

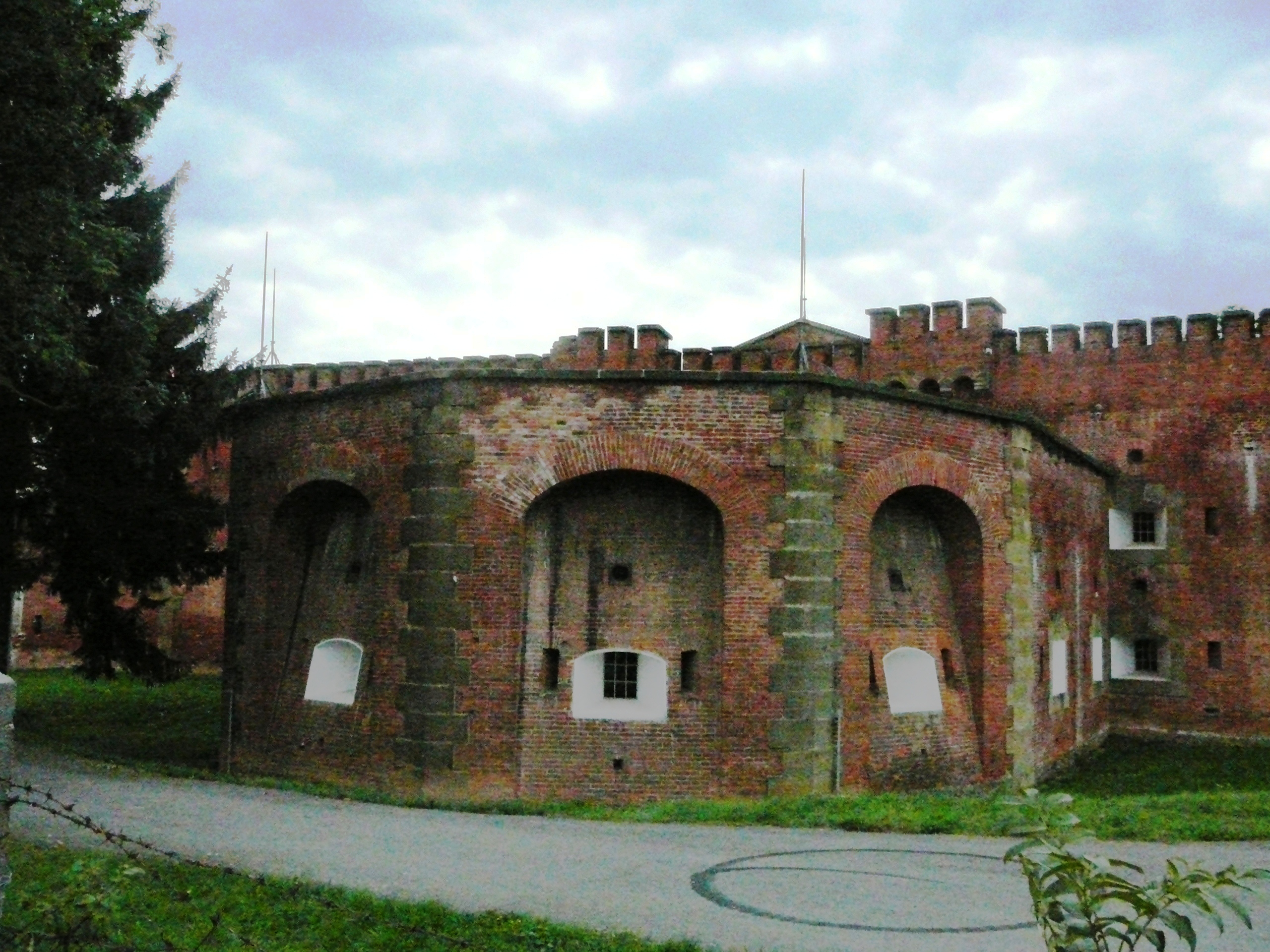
Форт Кржелов (форт XVII)

Оломоуцкая крепость — крепость Габсбургской монархии, оборонительные сооружения города Оломоуц. Была одной из главных крепостей Габсбургской монархии.

## История
После Тридцатилетней войны, в 1655 году, Оломоуц был провозглашен городом-крепостью. К началу 1740-х годов Оломоуц был укреплен только стенами, башнями и рвом, но потом императрица Мария Терезия приказала усилить ее бастионною оградою с равелинами, контргардами и обширными наружными верками (укреплениями), усиленными затоплением местности и минами. Благодаря этому Оломоуц вошел в число крупнейших и самых передовых бастионных крепостей Габсбургской монархии.
В 1758 году Фридрих Великий предпринял попытку захватить Оломоуцкую крепость. Осада продолжалась почти два месяца, но город так и не был взят неприятелем.
В середине XIX века Оломоуцкая крепость была дополнена вынесенными вперед фортами (Кржелов, Радиков, форт № XIII и др.).
Укрепления Оломоуца, прикрывающие естественный подступ к Австро-Венгрии из Верхней Силезии и Польши и угрожающие левому флангу армии, наступающей из северной Богемии на Вену, был в 1870-х годах усилены и обнесены новым поясом отдельных фортов.
Многие укрепления Оломоуца сохранились до настоящего времени. Среди них — барочные Терезианские ворота, а также цитадель (арсенал), куда в 1794 году был заключён Лафайет. Сейчас в цитадели часто проводятся различные культурные мероприятия.